# آموس دوليتل
آموس دوليتل (بالإنجليزية: Amos Doolittle)‏ هو نقاش أطباق نحاسية ‏ أمريكي، ولد في 18 مايو 1754 في تشيشاير في الولايات المتحدة، وتوفي بنفس المكان في 30 يناير 1832.

## معرض صور

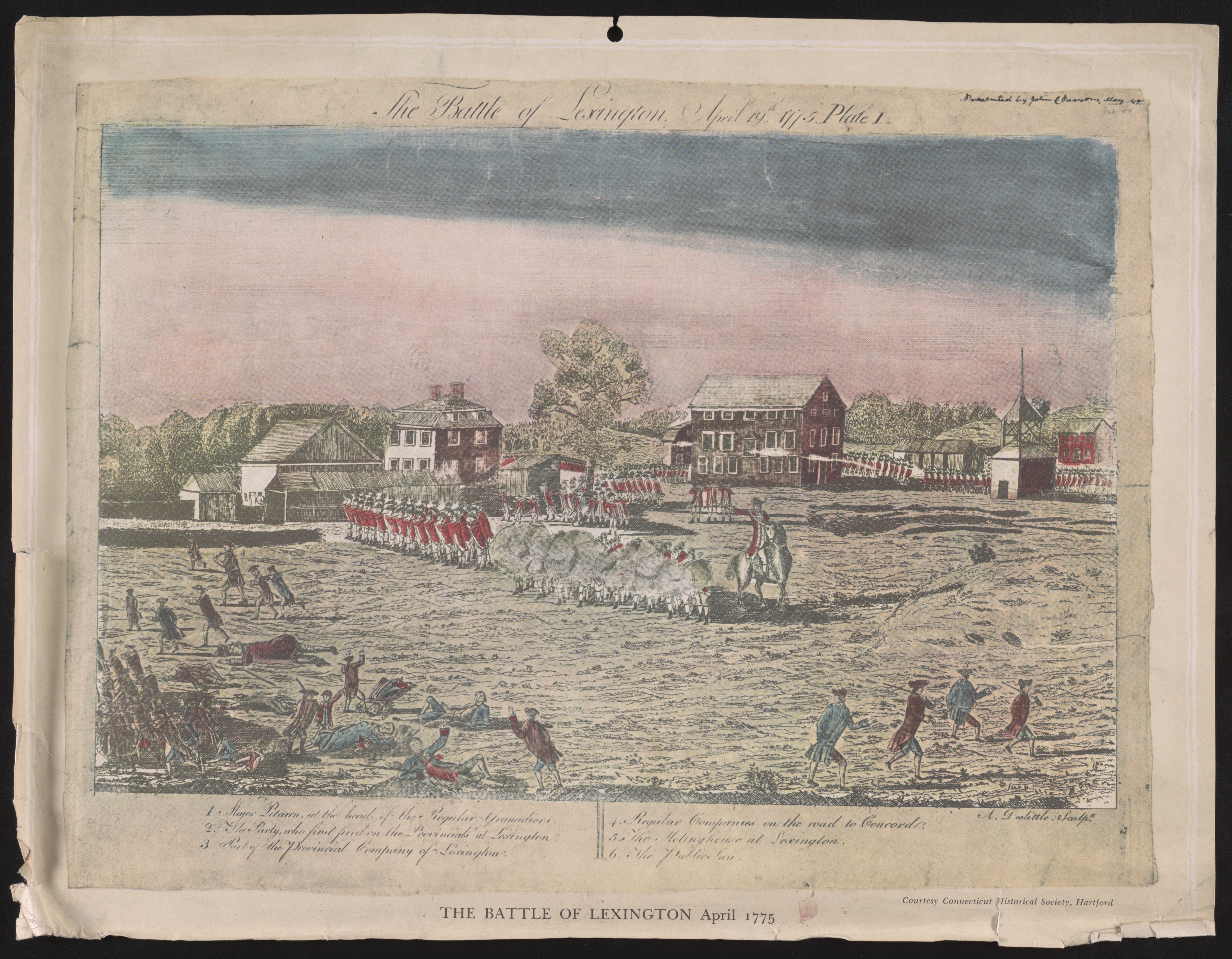
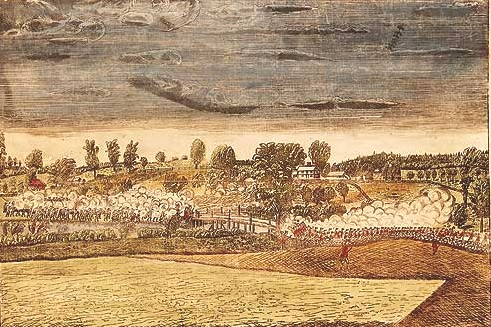
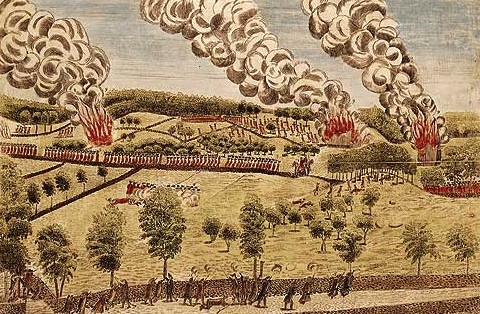
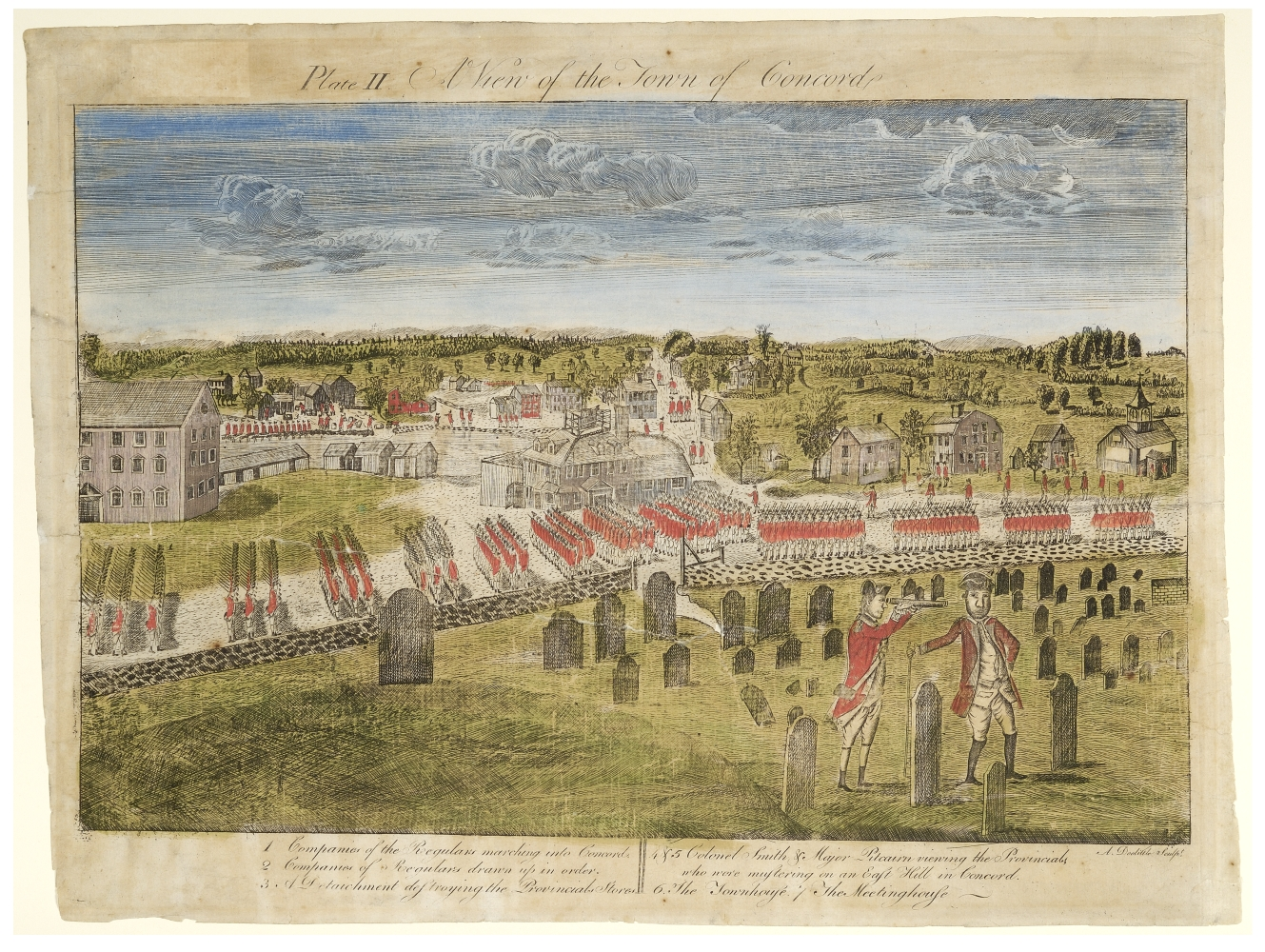